# Vyambo
Vyambo är ett vattendrag i Burundi. Det ligger i den västra delen av landet, 20 kilometer öster om huvudstaden Bujumbura.
Omgivningarna runt Vyambo är en mosaik av jordbruksmark och naturlig växtlighet. Runt Vyambo är det tätbefolkat, med 297 invånare per kvadratkilometer.